# British Museum (metrostation)
British Museum is een spookstation van de London Underground, gelegen in Holborn in het centrum van Londen.

## Geschiedenis
Het station werd op 30 juli 1900 geopend als onderdeel van het initiële deel van de Central London Railway (CLR), de latere Central Line. Het stationsgebouw lag aan High Holborn 133 vlak bij de kruising met New Oxford Street. In december 1906 werd metrostation Holborn van de Great Northern, Piccadilly and Brompton Railway (BNP&BR), de latere Piccadilly Line geopend op minder dan 100 meter afstand. Ondanks dat ze door afzonderlijke bedrijven werden gebouwd en geëxploiteerd, was het gebruikelijk om de metrolijnen en stations zo te leggen dat er overstappunten tussen de lijnen konden worden gevormd. Bij Tottenham Court Road en Oxford Circus waren de kruisende lijnen verbonden met het CLR station. Het traject van de GNP&BR werd echter niet langs station British Museum gelegd omdat een aftakking naar Aldwych gebouwd zou worden. Bovendien ligt station Holborn aan de toen nieuw gebouwde Kingsway, wat een veel prominentere locatie was dan het station van de CLR en ook de gemeentelijke tramdienst onder Kingsway had een halte bij Holborn. Tijdens de planning van Holborn is geopperd om een ondergrondse reizigerstunnel tussen de beide stations te bouwen, maar dit ging om geologische redenen niet door.
De CLR legde in november 1913 een plan aan het parlement voor om station British Museum te vervangen door nieuwe perrons bij het gunstiger gelegen Holborn. De Eerste Wereldoorlog verhinderde de uitvoering maar toen in 1933 de liften bij Holborn werden vervangen door roltrappen werd het alsnog uitgevoerd. Het station British Museum werd op 24 september 1933 gesloten en de volgende dag werden de nieuwe perrons in Holborn geopend.
Na de sluiting werd het gebouw omgebouwd tot kantoor en commandopost van defensie en in 1989 werd het bovengrondse deel gesloopt. Ondergronds wordt een deel van het noordelijke perron gebruikt als opslag voor materialen voor onderhoud van de metrosporen; dit is zichtbaar vanuit passerende metro's.

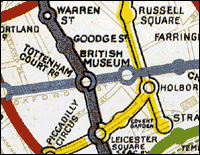
Het station op de metrokaart uit 1908
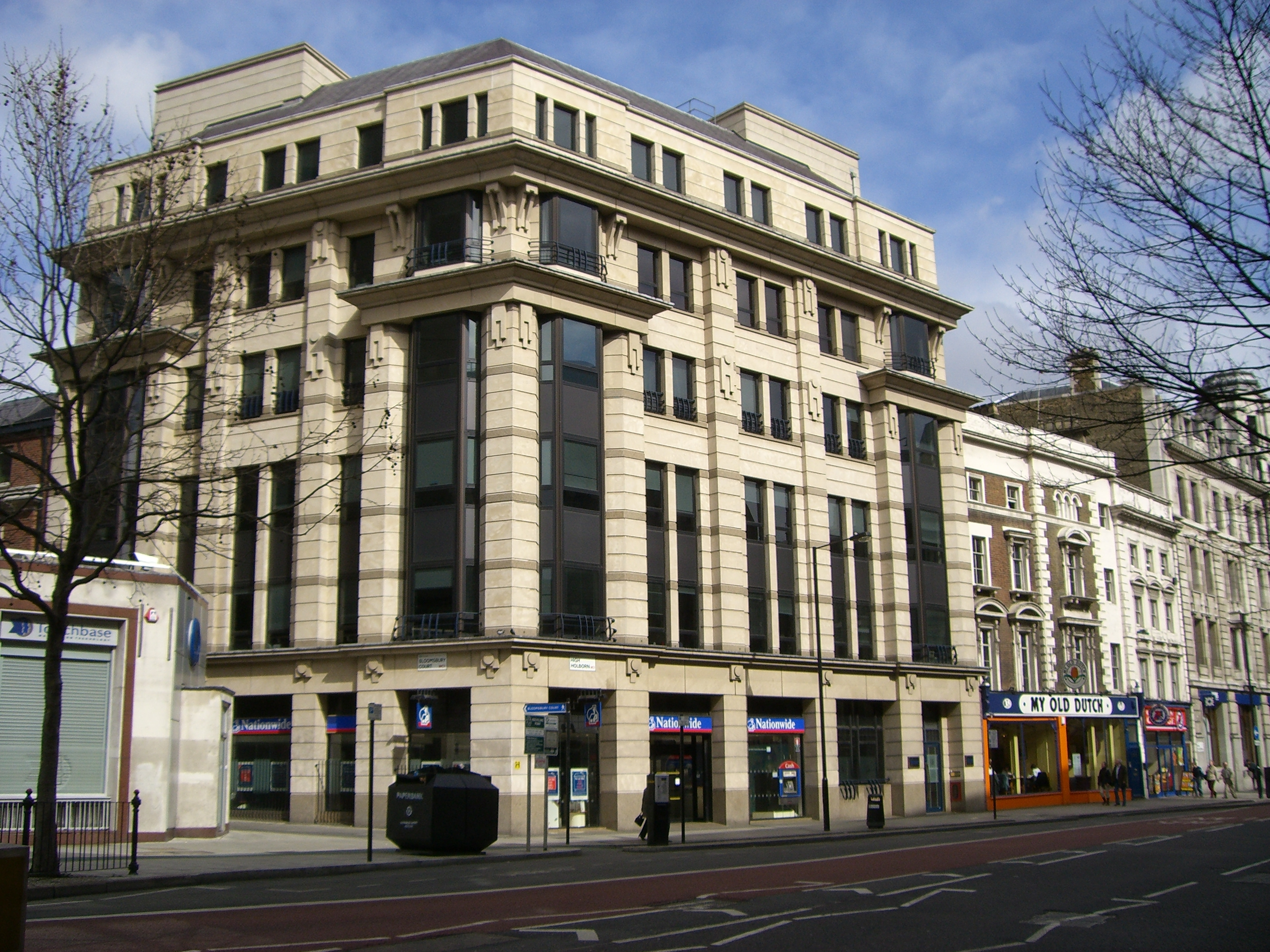
Nieuwbouw op de plaats van het vroegere stationsgebouw
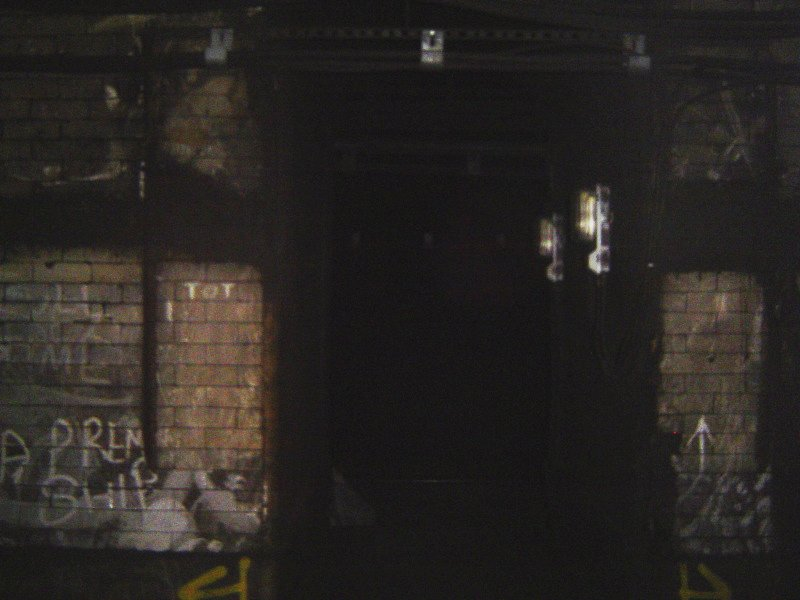
Ondergronds in 2004

## Cultuur
- In de roman Neverwhere van Neil Gaiman protesteert de hoofdpersoon, Richard Mayhew, een Londenaar, dat er geen station bij het British Museum is, maar hij krijgt ongelijk als zijn metro daar stopt.
- Het station werd genoemd in de horrorfilm Death Line uit 1972, maar in tegenstelling tot wat vaak wordt gedacht, is het niet het station dat in de film wordt getoond als de thuisbasis van een gemeenschap van kannibalen die afstammen van Victoriaanse spoorwegarbeiders. De kannibalen trekken er 's nachts op uit om reizigers van de perrons van stations in bedrijf te ontvoeren naar hun gruwelijke 'pantry' op een onvolledig station. Donald Pleasence schittert als de onderzoekende politie-inspecteur, en wanneer hij uiteindelijk in het nauw wordt gedreven, schreeuwt een van de kannibalen een vervormde versie van "Let op de deuren!", duidelijk een imitatie van de conducteurs in de ondergrondse treinen. Het station in kwestie heet gewoon 'Museum'. In een gesprek tussen de door Pleasence gespeelde inspecteur en een collega wordt het uitdrukkelijk geplaatst 'tussen' Holborn en British Museum. Het zou onderdeel zijn van een aparte lijn die door het faillissement van het bouwbedrijf nooit is voltooid. Borden in het spookstation vermelden ook alleen 'Museum' als naam.
- Het station was te zien in de Bulldog Drummond spin-off film Bulldog Jack als de locatie die wordt bereikt door een geheime tunnel die begint in een sarcofaag in het British Museum. De schurk Morelle (Ralph Richardson) wordt uiteindelijk in het nauw gedreven en gedwongen tot een zwaardduel op de ongebruikte perrons, die in de studio waren nagebouwd. Het station werd in de film omgedoopt tot 'Bloomsbury'.
- Het station was kort te zien in het computerspel Broken Sword: The Smoking Mirror, waarin Nico Collard ontsnapt uit het British Museum en het station vindt. Ze slaagt er dan in om de passerende metro's te stoppen. Het station in het spel wordt echter afgebeeld met de uitgang in het British Museum zelf.
- Een station met de naam 'Museum' komt ook voor in het eerdere spel Beneath a Steel Sky, door hetzelfde bedrijf, maar de klaarblijkelijke Australische setting van dit spel en de nabijheid van een station met de naam 'St. James' suggereert dat dit eigenlijk het stationmuseum in Sydney is.
- Het station zou zijn behekst door de geest van de dochter van een Egyptische farao genaamd Amon-Ra, die zou verschijnen en zo hard zou schreeuwen dat het geluid door de tunnels naar aangrenzende stations galmt.

## Fotoarchief
- London's Abandoned Tube Stations - British Museum
- Underground History: Deep Level Lines
- Photographs showing the construction of the British Museum underground station at the British Library
- London Transport Museum Photographic Archive
  - Het perron in 1900
  - Station British Museum, 1930
  - Het dichtgemetselde noordelijke perron als schuilkelder in 1941